# Kalvene socken
Kalvene socken (lettiska: Kalvenes pagasts) är ett administrativt område i Aizpute kommun, Lettland.